# Filles de Marie (Bannabikira)
Les Filles de Marie ou Bannabikira forment une congrégation religieuse féminine enseignante et hospitalière de droit pontifical. C'est le 1er institut religieux autochtone féminin d'Afrique subsaharienne.

## Histoire
La congrégation est fondée le 3 décembre 1910 à Villa Maria, près de Masaka, par Henri Streicher, vicaire apostolique membre des missionnaires d'Afrique, et placée sous le patronage de la Vierge Marie. La communauté est exclusivement composée de jeunes ougandaises et formée à la vie religieuse par les sœurs missionnaires de Notre-Dame d'Afrique,.
En 1925, les Bannabikira sont dispensées du gouvernement des sœurs blanches et peuvent élire leur première supérieure générale ougandaisedevenant la première communauté religieuse indigène féminine d'Afrique subsaharienne.
L'institut est reconnu de droit diocésain le 21 août 1925, il reçoit le décret de louange le 16 janvier 1958.

## Activités et diffusion
Les sœurs se dédient à l'enseignement, aux soins des malades et aux œuvres sociales. 
La maison-mère est à Masaka. 
En 2017, la congrégation comptait 686 sœurs dans 78 maisons.